# Еврибий
Еврибий (др.-греч. Εὐρύβιος) — имя нескольких персонажей древнегреческой мифологии:
- сын Нелея и Хлориды, убитый Гераклом при взятии Пилоса[1][2];
- сын Еврисфея, погибший вместе с братьями в битве с афинянами, которые поддержали Гераклидов[3][4];
- один из 12 вождей кентавров, участвовавших в походе Диониса на Индию[5][6].